# 汉斯·赖兴巴赫

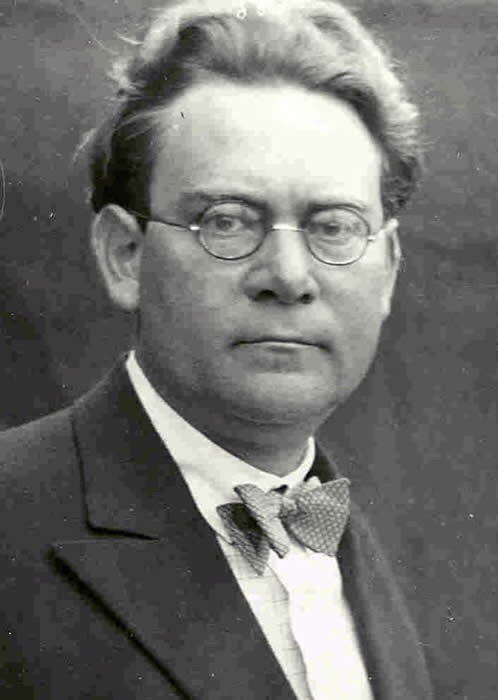
汉斯·赖兴巴赫

汉斯·赖兴巴赫（德語：Hans Reichenbach；1891年9月26日—1953年4月9日）德国哲学家。出生于德国汉堡，科学哲学的先驱、柏林小组的创始人、逻辑实证主义(也称作新实证主义或者逻辑经验主义)的支持者。

## 生平

### 1910年代
他曾在柏林、埃尔朗根、哥廷根和慕尼黑学习物理、数学和哲学。他的老师中有新康德主义哲学家恩斯特·卡西尔、数学家大卫·希尔伯特、物理学家马克斯·普朗克、马克斯·玻恩和阿尔伯特·爱因斯坦。赖兴巴赫于1915年在埃尔朗根大学获得哲学学位，1916年出版了关于或然性理论的学位论文。1917年他在柏林聆听了爱因斯坦的相对论讲座。那时赖兴巴赫选择相对论作为他自己哲学研究的首要课题。

### 1920-1933年
1920年他成为斯图加特应用科大（现Hochschule für Technik Stuttgart）的教授。同年他出版了第一本关于相对论的哲学专著——《相对论与先验知识》，批判了康德哲学的综合性先验知识理论。随后几年他出版了三本关于相对论的哲学专著：《相对论的公理化》（1924）、《从哥白尼到爱因斯坦》（1927）与《时空哲学》（1928），最后一本在某种意义上表达了逻辑实证主义对相对论的看法。1926年赖兴巴赫成为柏林大学自然哲学教授。他讲授哲学的方法比较新颖，学生们发现他平易近人（这在德国大学里并不常见）。他允许学生上课时讨论和争辩。1928年他创立柏林小组（称作Die Gesellschaft für empirische Philosophie, 意为"经验哲学的团体"），成员有卡尔·亨普尔、理查德·冯·米兹、大卫·希尔伯特和库尔特·格雷林。1930年赖兴巴赫和卡尔纳普担任了期刊《知识》(Erkenntnis)的主编。

### 1933年以后
由于德国纳粹掌权，赖兴巴赫移民到土耳其，成为伊斯坦布尔大学哲学系主任。在那里赖兴巴赫提高了哲学课程的档次；他引入了跨学科的研究会和关于科学主题的课程。并于1935年出版了《或然性原理》。1938年他乔迁美国，成为洛杉矶加利福尼亚大学教授。同年出版了《经验和先验》。赖兴巴赫关于量子力学的著作(《量子力学的哲学基础》)于1944年出版。随后他写了为人熟知的两本书：《符号逻辑基础》(1947)与《科学的哲学的兴起》(1951)。1949年他写了论文"相对论的哲学意义"，发表于保罗·亚瑟·施尔普主编的《阿尔伯特·爱因斯坦：哲人科学家》。1953年4月9日赖兴巴赫死于加利福尼亚的洛杉矶，死前还在研究关于时间的哲学。《法则陈述和容许操作》(1954)与《时间的方向》(1956)这两本书于死后出版。

## 科学哲学
赖兴巴赫批判以思辨作为哲学的基本工作，特别是黑格尔的将理性作为实体来研究的思想。他认为，哲学思辨是一种过渡阶段的产物，发生在哲学问题被提出，但还不具备逻辑手段来解答它们的时候。赖兴巴赫认为对哲学进行科学研究的方法，不仅现在有，而且一直都有，这个基础上已出现了科学哲学，哲学已从思辨进展为科学并将像科学一样令人信服。

### 引用
1. ↑  Mauro Murzi. .   [2021-05-19]. （原始内容存档于2019-07-12）.
2. ↑  "汉斯·赖兴巴赫". .

### 书籍
- 汉斯·赖兴巴赫. .